# Deir Qaddis
Deir Qaddis, en arabe : دير قديس, est un village du gouvernorat de Ramallah et Al-Bireh en Palestine. Il est situé à 16 km à l'ouest de Ramallah et au centre de la Cisjordanie.
Selon le recensement du bureau central palestinien des statistiques, la localité compte une population de 2 452 habitants en 2017.